# أليغو (طبق فرنسي)
أليغو «بالفرنسية Aligot» هو طبق يصنع من الجبن المذاب المخلوط مع بطاطا مهروسة وبعض الثوم. ويُصنع هذا الطبق عادة في مناطق أفيرون (إقليم فرنسي) وكانتال (إقليم فرنسي) ولوزار (إقليم فرنسي) وميدي بيرينه في جنوب المنطقة الوسطى في فرنسا. يُعتبر هذا الطبق الشبيه بالفوندو أحد أكثر الأطباق شيوعاً في مطاعم أوفرن. يصنع تقليدياً باستخدام أجبان من نوع لايول أو توم دو فيرني، وأحياناً تستخدم أجبان أخرى بديلة كموتزاريلا وكانتال جبنة «لايول» تعطي نكهة الجوز.
يصنع طبق أليغو من البطاطا المهروسة المخلوطة بالزبدة والقشدة والثوم والجبن المطبوخ الذائب. يكون الطبق جاهزاً عندما يصبح المزيج ناعماً ومتجانساً. تختلف الوصفة من منطقة إلى أخرى، لكن المكونات تكون عبارة عن بطاطا، 500 غم من جبن توم فريش أو جبن لايول أو كانتال، حصين من الثوم و30 غم من الزبدة والملح والفلفل.
صنع هذا الطبق للمرة الأولى راهب حيث استخدم الخبز، حيث أعدّ هذا الطبق لحاج كان في طريقه إلى سانتياغو دي كومبوستيلا. 
استبدل الخبز بالبطاطا لاحقاً، بعدما أُدخلت البطاطا إلى فرنسا. يعتبر طبق أليغو طبقاً رئيسياً في التجمعات القروية خاصة في المناسبات والاحتفالات. ولا يزال يُطبخ يدوياً في أفيرون، سواء في المنازل أو في الأسواق.